# کبریت توکلی
کبریت توکلی نخستین تولیدکنندهٔ کبریت ایرانی ثبت شده است. کبریت توکلی نخستین‌بار در سال ۱۲۹۷ توسط تقی توکلی در تبریز راه‌اندازی شد.

## خانوادهٔ توکلی
حاج محمدصفی ایروانی، جد خانواده توکلی ساکن ایروان بودند که پس از عهدنامه ترکمانچای و تصرف منطقهٔ شمال غربی ایران توسط امپراتوری روسیه به تبریز مهاجرت کرد.

## آغاز
تقی توکلی در آغاز مانند اعضای پیشین خانواده، تاجر قند و شکر بود و بین تبریز و قفقاز تجارت می‌کرد. او مدّتی به تجارت کبریت مشغول شد و پس از آشنایی با کبریت‌سازی در قفقاز، کارخانهٔ کبریت‌سازی توکلی را در ایران راه‌اندازی کرد.
تقی توکلی برای خرید ماشین‌آلات به چند کشور از جمله آلمان سفر و در سال ۱۳۲۵ کارخانهٔ جدید کبریت‌سازی توکلی را راه‌اندازی کرد.

## گسترش
با مرگ تقی توکلی در سال ۱۳۳۷ پسر او محمدتقی توکلی هدایت کارخانه را در دست گرفت و آن را توسعه داد. او در سال ۱۳۴۲ با استفاده از دورریز چوب‌های کارخانهٔ کبریت‌سازی، نخستین کارخانهٔ تولید نئوپان و کابینت در ایران را راه انداخت.
در سال ۱۳۴۷ محمدتقی توکلی به فکر راه‌اندازی کارخانهٔ ماشین‌سازی در تبریز افتاد و این مهم را به مسئولان سازمان گسترش و نوسازی صنایع ایران پیشنهاد داد و درنهایت با تلاش او شرکت ماشین‌سازی تبریز با همکاری کارشناسان چکسلواکی راه‌اندازی شد.
محمدتقی توکلی در گفت‌وگویی اعلام کرد، کارخانهٔ کبریت‌سازی توکلی با تولید سالانه ۱۰ میلیارد جعبه کبریت، بزرگ‌ترین تولیدکنندهٔ کبریت در جهان است.

## مصادره
پس از انقلاب ۱۳۵۷ در جریان ملی‌سازی به موجب قانون حفاظت و توسعه صنایع ایران (مصوب تیر ۱۳۵۸) کارخانهٔ کبریت‌سازی توکلی توسط جمهوری اسلامی مصادره شد و محمدتقی توکلی از ایران مهاجرت کرد. در سال ۱۳۷۱ کارخانهٔ کبریت‌سازی توکلی رو به ورشکستگی رفت و با تجهیزات فرسوده و ۴۱۰ میلیون تومان ضرر انباشته، به تقی توکلی و برادرانش بازگردانده شد. این کارخانه تعطیل نشد و به فعالیت خود ادامه داد.

## در ادبیات عامه
قدمت کبریت توکلی و درج عبارت «بی‌خطر» بر روی آن باعث شد تا گاهی افراد و اشیاء بی‌خطر و کم‌اثر نیز به کبریت توکلی تشبیه شوند.

## مدیران شرکت
این شرکت به صورت خانوادگی اداره شده و مدیر فعلی کبریت‌سازی بیست و نه بهمن (کبریت توکلی) برعهدهٔ حسینعلی توکلی است.

## تولیدات
علاوه‌بر کبریت «بی‌خطر»، اخیراً این مجموعه کبریتی با عنوان کبریت «طوفان» تولید کرده که قابلیت سوختن حتی در زیر آب را نیز دارد و مورد استقبال کمپین‌ها و گروه‌های طبیعت‌گردی قرار گرفته است.